# Birmà
El birmà és una llengua sinotibetana parlada principalment a Birmània, on és llengua oficial, lingua franca i llengua nativa dels bamars, l'ètnia majoritària del país. També és una llengua parlada per tribus indígenes a Bangladeix i a l'estat indi de Tripura.
És la llengua més parlada de Birmània, on actua de lingua franca, amb prop de 33 milions de parlants natius i uns altres 10 milions que el tenen com a L2.
El birmà és una llengua tonal, en la qual la majoria de morfemes són monosíl·làbics i poden ser aglutinats. L'ordre sintàctic és SOV (Subjecte-Objecte(s)-Verb). Forma part de la branca lolobirmana de la família de les llengües sinotibetanes. Fa servir un sistema d'escriptura derivat de l'escriptura brahmi.

## Classificació lingüística
El birmà pertany a la branca de les llengües birmàniques meridionals de la família de les llengües sinotibetanes. És la llengua no sinítica més parlada de totes i va ser la cinquena de desenvolupar un sistema d'escriptura, després del xinès clàssic, el pyu, el tibetà antic i el tangut.

### Dialectes
La majoria de parlants, que viuen al llarg de la vall del riu Irrawaddy, parlen un conjunt de dialectes força semblants, mentre que la minoria que viu en zones més aïllades parlen dialectes més diferenciats. Els dialectes del birmà, ordenats per les regions en les quals són parlats, són els següents:
- Regió de Tanintharyi: Mergüès (Myeik, Beik), Tavoià (Dawei) i Palaw.
- Regió de Magway: Yaw.
- Estat de Shan: Intha, Taungyo i Danu.

L'arakanès (Rakhine) parlat a l'estat de Rakhine i el marma de Bangladeix són a vegades considerats llengües diferents.
Tot i les diferències lèxiques i fonètiques, els diversos dialectes del birmà tenen un alt grau d'intel·ligibilitat mútua. Comparteixen el mateix set de tons, grups consonàntics i escriptura. Tot i això, molts dels dialectes varien força respecte el birmà estàndard.

#### Vall del riu Irrawaddy
Els dialectes parlats en aquesta vall, que agrupa gran part de la població del país, són molt semblants entre si i són barrejats en major o menor mesura amb la llengua estàndard, que es basa en la varietat de Yangon. Degut a la comunicació fluvial i a un procés d'anivellament dialectal, les diferències entre aquests dialectes són poques i es limiten majoritàriament en la tria de lèxic i en la pronunciació d'alguns fonemes. Per exemple, la paraula ဆွမ်း ("ofrena de menjar [a un monjo]") es pronuncia [sʰʊ́ɰ̃] a la part baixa del riu, mentre que a la part alta es pronuncia [sʰwáɰ̃]. Una altra distinció entre els dialectes de la part alta del riu i els de la part baixa és que els primers fan servir lexemes distintius per a diferenciar la part paterna de la família de la materna.
La llengua mon ha servit també d'influència en algunes construccions gramaticals dels dialectes de la part alta, però que sovint són considerades col·loquials i coexisteixen amb les construccions comunes amb els dialectes de la part baixa, com ara l'ús del verb ပေး ('donar') com a marcador causatiu permissiu, que és una construcció gramàtical comuna en moltes llengües sudasiàtiques, però no tibetoburmeses.

#### Més enllà de la conca de l'Irrawaddy
Les varietats més aïllades, aquelles que són parlades fora del continu de la vall de l'Irrawaddy, presenten característiques que les distancien dels dialectes de la vall i, per tant, també de la llengua estàndard. Aquestes varietats inclouen el Yaw, el Palaw, el Myeik (Mergüès), el Tavoià i els dialectes Intha. Tot i les variacions lèxiques i fonològiques, la majoria de dialectes mantenen una interintel·ligibilitat alta. Tot seguit es mostra una taula amb els percentatges de similitud lèxica de diverses varietats birmanes:
|                 | Birmà estàndard | Danu   | Intha | Rakhine | Taungyo |
| --------------- | --------------- | ------ | ----- | ------- | ------- |
| Birmà estàndard | 100%            | 93%    | 95%   | 91%     | 89%     |
| Danu            | 93%             | 100%   | 93%   | 85-94%  | 91%     |
| Intha           | 95%             | 93%    | 100%  | 90%     | 89%     |
| Rakhine         | 91%             | 85-94% | 90%   | 100%    | 84-92%  |
| Taungyo         | 89%             | N/A    | 89%   | 84-92%  | 100%    |
| Marma           | N/A             | N/A    | N/A   | 85%     | N/A     |

Els dialectes intha i el tavoià han conservat la /l/ medial del birmà antic. El beik té prop de 250.000 parlants i el tavoià en té prop de 400.000. El tret més distintiu de l'arakanès és la retenció del fon [ɹ], que correspon a [j] en birmà estàndard. A més, l'arakanès presenta tot un seguit de diferències vocàliques, com ara la neutralització de [e] i [i] en [i], de manera que သွေး "sang" es pronuncia [θwí] i no pas [θwé] com en birmà estàndard.

## Història

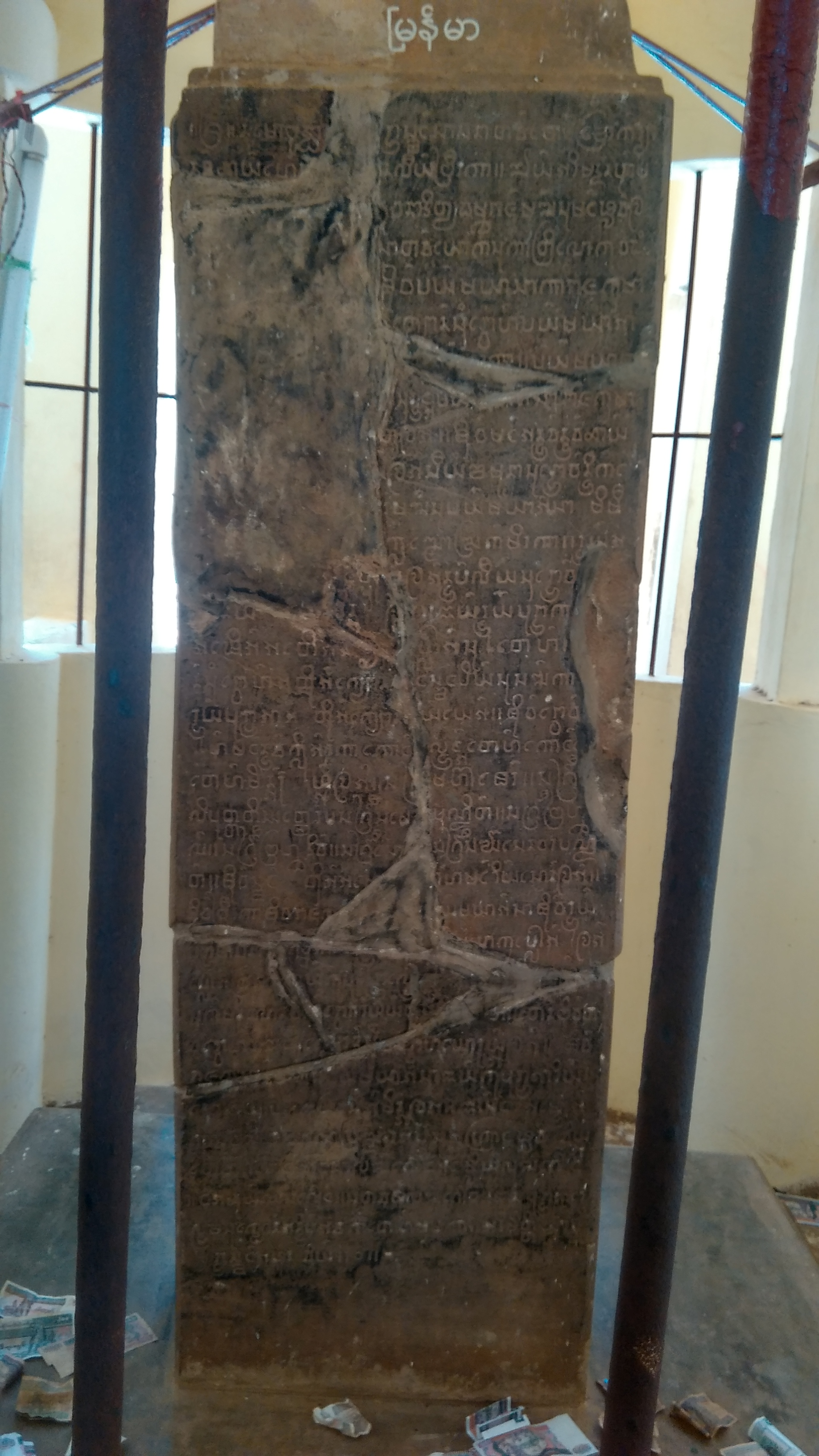
Inscripció de Myazedi.

Les etapes històriques del birmà es divideixen en birmà antic (del segle XI al segle XVI), birmà mitjà (del XVI al XVIII) i birmà modern (de mitjan segle XVIII al present).

### Birmà antic
Els textos més antics en birmà són les inscripcions en pedra de Pagan, que daten dels segles XI i XII. En aquesta etapa, el birmà antic va manllevar indirectament força lèxic d'altres llengües, com ara del pali, a través del pyu. Aquests manlleus indirectes es poden demostrar per idiosincràcies ortogràfiques, com ara en el verb "venerar", que en birmà s'escriu ပူဇော် (pūjo) en comptes de l'esperat ပူဇာ (pūjā) del mot pali original.

### Birmà mitjà
La transició del birmà antic al birmà mitjà es va consolidar cap al segle XVI i va implicar en gran part canvis fonològics que van ser acompanyats per reformes ortogràfiques.
A partir també del segle XVI, va incrementar l'alfabetització de la població dels regnes birmans, en part a causa de la composició de textos legals i històrics que abans havien estat redactats per monjos. Això va permetre que la literatura birmana florís i es desenvolupessin nous estils literaris. A causa del boom literari i de la necessitat de passar a escriure en materials més flexibles, es van desenvolupar les grafies circulars cursives que avui en dia es continuen fent servir. També les convencions ortogràfiques actuals varen ser establertes durant aquest període.

### Birmà modern
El període del brimà modern va començar mitjan segle XVIII, quan després del període mitjà l'alfabetització de la població assolís el 50% en la població masculina, tot acompanyant una continuada producció i proliferació de textos legals, reials i religiosos. Un dels motius per la uniformitat del birmà va ser la omnipresència de temples budhistes virtualment a cada poble. Aquests temples, anomenats kyaung, van servir de fundació d'una mena de sistema educatiu monàstic precolonial que va permetre una certa estandardització i uniformitat de la llengua, almenys a la part alta de la vall de l'Irrawaddy. Al cens de l'Índia de 1891, cinc anys després de l'annexió del regne de Konbaung, apareix un percentatge del 62,5% d'alfabetització de la població masculina adulta més gran de vint-i-cinc anys. Durant l'era colonial britànica, l'alfabetització va romandre al voltant del 49% per als homes i del 5,5% per a les dones (en comparació, l'alfabetització de la població adulta masculina a l'Índia britànica era del 8%).

## Característiques
És una llengua analítica i tonal de la qual es troben documents escrits des del segle IX en un alfabet propi, originat en l'escriptura brahmi que va influenciar gairebé tots els sistemes d'escriptura hindús.
El birmà va evolucionar a partir d'un substrat de l'idioma mon. Hi ha una forta diglòssia entre la varietat escrita, estàndard nacional, i els diferents dialectes parlats, que es van adaptant progressivament a la norma oficial. El fet que el país hagi estat annexionat a altres pobles durant segles ha influït sens dubte en la separació entre dialectes.
No té gènere gramatical. Predominen els monosíl·labs. El plural es forma afegint el sufix dei o mya. El vocabulari és majoritàriament propi, amb manlleus del pali, de l'hindi i actualment de l'anglès.

## Escriptura
L'idioma birmà s'escriu amb l'alfabet birmà, que també s'utilitza per escriure els idiomes mon i shan.

## Fonologia

### Consonants
Els fonemes consonàntics del birmà són els següents:
|            |          | Bilabial | Dental | Alveolar | Postalveolar/Palatal | Velar | Laringal |
| ---------- | -------- | -------- | ------ | -------- | -------------------- | ----- | -------- |
| Nasal      | sonora   | m        |        | n        | ɲ                    | ŋ     |          |
| Nasal      | sorda    | m̥        |        | n̥        | ɲ̊                    | ŋ̊     |          |
| Plosiva    | sonora   | b        |        | d        | dʒ                   | ɡ     |          |
| Plosiva    | sorda    | p        |        | t        | tʃ                   | k     | ʔ        |
| Plosiva    | aspirada | pʰ       |        | tʰ       | tʃʰ                  | kʰ    |          |
| Fricativa  | sonora   |          | ð      | z        |                      |       |          |
| Fricativa  | sorda    |          | θ      | s        | ʃ                    |       |          |
| Fricativa  | aspirada |          |        |          |                      |       | h        |
| Aproximant | sonora   |          |        | l        | j                    | w     |          |
| Aproximant | sorda    |          |        | l̥        |                      | ʍ     |          |

### Vocals
El birmà distingeix fonèmicament vuit monoftongs i quatre diftongs:
|               | Monoftongs | Monoftongs | Monoftongs | Diftongs  | Diftongs |
| Anterior      | Central    | Posterior  | Anterior   | Posterior |          |
| ------------- | ---------- | ---------- | ---------- | --------- | -------- |
| Tancat        | i          |            | u          |           |          |
| Tancat-Medial | e          | ə          | o          | ei        | ou       |
| Obert-Medial  | ɛ          | ə          | ɔ          |           |          |
| Obert         |            | a          |            | ai        | au       |